# WISE 0607+2429
WISEP J060738.65+242953.4 (名稱縮寫為W0607+2429) 是一顆位於雙子座的光譜類型為L8的棕矮星 ，距離地球大約25.2光年。

## 物理特性
WISEP J060738.65+242953.4的溫度為1460 K。 根據該溫度確定的質量估計值是從0.03（假設年齡為 0.5 Gyr）到0.072（假設年齡為10 Gyr）太陽質量，低於氫燃燒極限，這意味著 WISEP J060738.65+242953.4 不是一顆真正的恆星，而只是一個亞恆星。